# Гранд (округ, Юта)
Шаблон:StateAbbr_ 38°59′ пн. ш. 109°34′ зх. д. / 38.99° пн. ш. 109.56° зх. д.
Округ Гранд (англ. Grand County) — округ (графство) у штаті Юта, США. Ідентифікатор округу 49019.

## Історія
Округ утворений 1890 року.

## Демографія
За даними перепису 2000 року загальне населення округу становило 8485 осіб, зокрема міського населення було 6470, а сільського — 2015. Серед мешканців округу чоловіків було 4163, а жінок — 4322. В окрузі було 3434 домогосподарства, 2170 родин, які мешкали в 4062 будинках. Середній розмір родини становив 3,06.
Віковий розподіл населення поданий у таблиці:
| Стать    | До 15 років | 15-21 | 22-29 | 30-39 | 40-49 | 50-65 | 65-85 | Понад 85 |
| -------- | ----------- | ----- | ----- | ----- | ----- | ----- | ----- | -------- |
| Чоловіки | 926         | 414   | 398   | 555   | 717   | 684   | 433   | 36       |
| Жінки    | 919         | 421   | 449   | 560   | 703   | 678   | 521   | 71       |

## Суміжні округи
- Юїнта — північ
- Гарфілд, Колорадо — північний схід
- Меса, Колорадо — схід
- Монтроуз, Колорадо — південний схід
- Сан-Хуан — південь
- Емері — захід
- Карбон — північний захід

## Виноски
1. ↑  US Decennial Census. US Census Bureau. Архів оригіналу за 26 квітня 2015. Процитовано 27 березня 2015.
2. ↑  Historical Census Browser. University of Virginia Library. Архів оригіналу за 16 серпня 2012. Процитовано 27 березня 2015.
3. ↑  Forstall, Richard L., ред. (27 березня 1995). Population of Counties by Decennial Census: 1900 to 1990. US Census Bureau. Архів оригіналу за 3 квітня 2015. Процитовано 27 березня 2015.
4. ↑  Census 2000 PHC-T-4. Ranking Tables for Counties: 1990 and 2000 (PDF). US Census Bureau. 2 квітня 2001. Архів оригіналу (PDF) за 18 грудня 2014. Процитовано 27 березня 2015.
5. ↑  State & County QuickFacts. Бюро перепису населення США. Архів оригіналу за 6 червня 2011. Процитовано 29 грудня 2013.(англ.) Наведено за англійською вікіпедією.
6. ↑  American FactFinder. Бюро перепису населення США. Архів оригіналу за 26 лютого 2012. Процитовано 31 січня 2008.

| США | Це незавершена стаття з географії США. Ви можете допомогти проєкту, виправивши або дописавши її. |